# Parmotrema conjunctum
Parmotrema conjunctum är en lavart som beskrevs av Hale. Parmotrema conjunctum ingår i släktet Parmotrema och familjen Parmeliaceae.   Inga underarter finns listade i Catalogue of Life.